# Andréi Suslin
Andréi Aleksándrovich Suslin (en ruso: Андре́й Алекса́ндрович Су́слин, Leningrado, Unión Soviética, 27 de diciembre de 1950-ibídem, 10 de julio de 2018) fue un matemático ruso conocido por sus contribuciones a la teoría K algebraica y sus conexiones con la geometría algebraica. Ocupó una cátedra de matemáticas en la Universidad del Noroeste.
Nació el 27 de diciembre de 1950 en Leningrado, Unión Soviética. Obtuvo su doctorado en la Universidad de Leningrado en 1974, con una tesis titulada Módulos proyectivos sobre anillos de polinomios.
En 1976 él y Daniel Quillen probaron independientemente la conjetura de Serre sobre la trivialidad del fibrado vectorial algebraico en un espacio afín.
En 1982 probó junto a Aleksandr Merkúriev el conocido como teorema de Merkúriev-Suslin en teoría K de Milnor, con aplicaciones al grupo de Brauer.
Suslin fue ponente invitado en el Congreso Internacional de Matemáticos en 1978 y en 1994, y ponente plenario en 1986. Recibió el Premio Cole en Álgebra en 2000 por parte de la American Mathematical Society por su trabajo en cohomología motívica.
En 2010 se realizaron ediciones especiales de la Journal of K-theory y de los Documenta Mathematica en honor de su 60 cumpleaños.
Falleció en San Petersburgo el 10 de julio de 2018, a los 67 años.